# Bandeira do Wisconsin

Bandeira de Wisconsin.

A bandeira do estado de Wisconsin possui um fundo azul sob o brasão de armas do estado. Oficialmente concebida em 1863, em 1981, o pavilhão foi modificado para incluir "Wisconsin" e "1848". O ano de 1848 foi quando Wisconsin foi admitido para os Estados Unidos como um estado.